# Aéroport international de Salt Lake City
L’aéroport international de Salt Lake City (en anglais : Salt Lake City International Airport), connu localement sous le sigle SLC (code IATA : SLC • code OACI : KSLC), est un aéroport américain à usage civil et militaire situé à Salt Lake City, dans l’État de l'Utah aux États-Unis.
Il est le vingt-sixième aéroport aux États-Unis quant au trafic de passagers avec plus de 26 millions de passagers en faisant usage en 2019, ainsi que l'une des plate-formes de correspondance de la compagnie Delta Air Lines. La Roland R. Wright Air National Guard Base, située à l'est des zones commerciales, abrite la 151st Air Refueling Wing, unité principale de l'Air National Guard de l'État, ainsi que les unités de soutien 109th Air Control Squadron, 130th Engineering Installation Squadron et 151st Intelligence Surveillance and Reconnaissance Group, depuis sa création en 1946.

## Histoire

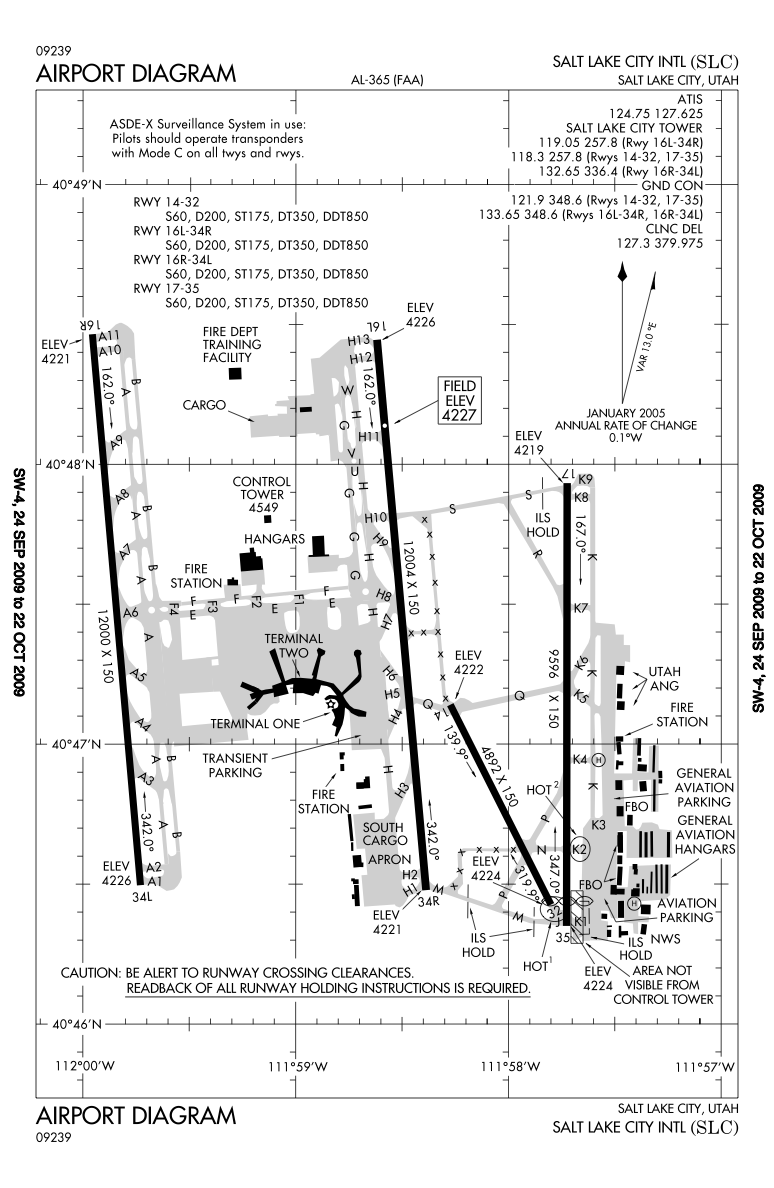
Carte de l'aéroport.

Un aérodrome ouvre sur le site de l'aéroport actuel en 1911, dans la rurale vallée de Salt Lake, pour la tenue du Great International Aviation Carnival (« Grand carnaval d'aviation internationale »). Le pionnier Glenn Curtiss essaye pour la première fois son prototype d'hydravion sur  le Grand Lac Salé devant plus de 20 000 spectateurs. En 1920, le United States Postal Service (USPS) commence ses liaisons de poste aérienne avec Salt Lake City.

## Situation

### Organisation
L'aéroport est localisé 6,4 kilomètres à l'ouest du centre-ville de Salt Lake City, constituant le terminus nord-ouest de la Green Line du métro léger de Salt Lake City depuis 2013.
Dans la continuité de nouveaux aménagements pour les Jeux olympiques d'hiver de 2002, célébrés à Salt Lake City, il fait l'objet d'un programme d'agrandissement dit The New SLC (« Le nouveau SLC »), visant à augmenter sa capacité à l'horizon 2024 avec de nouvelles jetées d'embarquement au nord des terminaux actuels et une reconstruction de la plupart des structures existantes.

### Carte des 30 principaux aéroports américains
| \| 500 km1:17 479 000 \| Atlanta Los Angeles Chicago · O'Hare Chicago · Midway Dallas · Fort Worth New York · JFK Newark · Liberty New York-LaGuardia Denver San Francisco Charlotte Las Vegas Phoenix Miami Houston Seattle Orlando Minneapolis · Saint-Paul Boston Détroit Philadelphie Fort Lauderdale · Hollywood Baltimore Washington · R. Reagan Washington · Dulles Salt Lake City San Diego Honolulu Tampa Portland |
| 500 km1:17 479 000 |

## Statistiques
Pour des raisons techniques, il est temporairement impossible d'afficher le graphique qui aurait dû être présenté ici.

Voir la requête brute et les sources sur Wikidata.

## Compagnies et destinations
| Compagnies         | Destinations | Refs   |
| ------------------ | --- | ------ |
| Aeroméxico Connect | Guadalajara-M. Hidalgo y Costilla | [ 1 ]  |
| Alaska Airlines    | , Portland, San Francisco, Seattle-Tacoma | [ 3 ]  |
| American Airlines  | Charlotte-Douglas, Chicago-O'Hare, Dallas-Fort Worth, Phoenix-Sky Harbor | [ 4 ]  |
| American Eagle     | Chicago-O'Hare, Los Angeles | [ 4 ]  |
| Delta Air Lines    | - Albuquerque, - Amsterdam, - Atlanta H.-Jackson, - Austin-Bergstrom, - Baltimore-T. Marshall, - Billings Logan, - Boise, - Boston Logan, - Bozeman Yellowstone (en), - Cancún, - Charlotte-Douglas, - Chicago-O'Hare, - Cincinnati-Northern Kentucky, - Cleveland-Hopkins, - Dallas-Fort Worth, - Denver, - Détroit, - Fort Lauderdale-Hollywood, - Honolulu, - Houston-George Bush, - Indianapolis, - Jackson Hole, - Kalispell (en), - Kansas City, - Las Vegas-Harry-Reid, - Londres-Heathrow, - Long Beach, - Los Angeles, - Memphis , - Mexico-B. Juárez, - Miami , - Milwaukee-General Mitchell, - Minneapolis-Saint-Paul, - Missoula, - Nashville, - La Nouvelle-Orléans-L. Armstrong, - New York-John F. Kennedy, - Newark-Liberty, - Oakland, - Ontario, - Santa Ana-J. Wayne, - Orlando, - Paris-Charles de Gaulle, - Philadelphie, - Phoenix-Sky Harbor, - Pittsburgh, - Portland, - Puerto Vallarta, - Raleigh-Durham, - Reno-Tahoe, - Sacramento, - San Antonio, - San Diego, - San Francisco, - San José (Californie), - Los Cabos, - Seattle-Tacoma, - Spokane, - Lambert-Saint Louis, - Tampa, - Toronto (Pearson), - Washington-Dulles, - Washington-Reagan En saison : - Anchorage-T.-Stevens, - Calgary, - John Glenn Columbus, - Kahului, - Tri-Cities (Washington) (en), - Vancouver | [ 8 ]  |
| Delta Connection   | - Albuquerque, - Aspen, - Billings Logan, - Bozeman Yellowstone (en), - Burbank-Hollywood, - Bert-Mooney, - Calgary, - Casper (comté de Natrona), - Cedar City, - Yellowstone, - Colorado Springs, - Des Moines, - Elko (en), - Eugène, - Fresno Yosemite, - Grand Junction (en), - Great Falls, - Helena (en), - Idaho Falls (en), - Jackson Hole, - Kalispell (en), - Las Vegas-Harry-Reid, - Lewiston (comté des Nez-Percés) (en), - Long Beach , - Madison (comté de Dane), - Medford (Oregon), - Missoula, - Oakland, - Oklahoma City (Will Rogers-World), - Omaha-Eppley, - Ontario, - Santa Ana-J. Wayne, - Palm Springs, - Phoenix-Sky Harbor, - Pocatello (en), - Rapid City, - Redmond (Roberts Field) (en), - Reno-Tahoe, - Sacramento, - San Antonio, - Santa Barbara (en), - Seattle-Tacoma, - Spokane, - St. George (en), - Lambert-Saint Louis, - Sun Valley (Idaho) (en), - Tri-Cities (Washington) (en), - Tucson, - Tulsa (en), - Twin Falls (Joslin Field) (en), - Vancouver En saison : - Vail (comté d'Eagle), - Kansas City, - Montrose (en), - West Yellowstone | [ 8 ]  |
| Frontier Airlines  | Atlanta H.-Jackson, Austin-Bergstrom, Denver, Las Vegas-Harry-Reid, Phoenix-Sky Harbor En saison : Fort Myers | [ 10 ] |
| JetBlue            | Boston Logan, Fort Lauderdale-Hollywood, Long Beach, New York-John F. Kennedy, Orlando | [ 11 ] |
| KLM                | En saison : Amsterdam | [ 12 ] |
| Southwest Airlines | Baltimore-T. Marshall, Burbank-Hollywood, Chicago-Midway, Dallas-Love Field, Denver, Houston-W. P. Hobby, Las Vegas-Harry-Reid, Los Angeles, Oakland, Phoenix-Sky Harbor, Sacramento, San Diego, San José (Californie), Lambert-Saint Louis | [ 13 ] |
| United Airlines    | Chicago-O'Hare, Denver, Houston-George Bush, Newark-Liberty En saison : San Francisco | [ 14 ] |
| United Express     | Chicago-O'Hare, Denver, Houston-George Bush, Los Angeles, San Francisco | [ 14 ] |

Édité le 16/05/2020